# Bruno Seraglia
Bruno Seraglia (Padova, 10 settembre 1921 – Padova, 10 agosto 2014) è stato un generale e aviatore italiano.
Pilota dell'aviazione italiana durante la seconda guerra mondiale, in seguito fu comandante della 1ª Aerobrigata Intercettori Teleguidati e della 3ª Regione Aerea di Bari.

## Biografia
Nacque a Padova il 10 settembre 1921. Dopo essersi appassionato al mondo dell'aviazione decise di arruolarsi nella Regia Aeronautica e nel 1939 iniziò a frequentare il corso Urano presso la Regia Accademia Aeronautica di Caserta.
Uscitone nel 1942 con il grado di sottotenente pilota in servizio permanente effettivo (S.P.E.), alla data dell'armistizio dell'8 settembre 1943 rimase fedele al governo Badoglio e si trasferì al sud, entrando in servizio come tenente presso il 132º Gruppo "Buscaglia" appartenente allo Stormo Baltimore. Tale reparto era equipaggiato con i bombardieri Martin 187 Baltimore e prese parte alle operazioni aeree sui Balcani, in appoggio alle forze italiane ivi operanti. Per la sua partecipazione ai combattimenti fu decorato con la Croce al merito di guerra ed al termine del conflitto, dopo aver comandato il 17º Gruppo di Volo del 1º Stormo A.W.F., venne assegnato al 1º Reparto dello Stato Maggiore Aeronautica con il grado di tenente colonnello, assumendo in seguito l'incarico di vicecaporeparto.
Promosso al grado di colonnello il 23 ottobre 1964, assunse il comando della base aerea di Cameri (Novara) su cui si stavano sperimentando le tecniche operative legate all'introduzione in servizio dei nuovi caccia intercettori supersonici Lockheed F-104G Starfighter. Mantenne tale incarico fino al 22 ottobre 1965, quando fu promosso generale di brigata aerea, e nell'ottobre 1968 fu nominato comandante della 1ª Aerobrigata intercettori teleguidati, dotata di missili superficie-aria MIM-3 Nike Ajax e MIM-14 Nike Hercules. Tale grande unità aveva il compito di garantire la difesa aerea della Val Padana, in collaborazione con i reparti dotata di caccia intercettori F-104G.
Mantenne il comando della 1ª Aerobrigata I.T. fino al 27 agosto 1970, quando fu sostituito dal generale Aniceto Pollice, e in seguito venne nominato capo di stato maggiore della 1ª Regione Aerea di Milano. Promosso al rango di generale di divisione aerea, entrò in servizio presso lo Stato maggiore della Difesa ed il 1 novembre 1973 assunse l'incarico interforze di capoufficio del segretario generale della Difesa.
Il 1º febbraio 1975 venne trasferito presso il comando della 3ª Regione Aerea di Bari in qualità di vicecomandante della Regione stessa. Promosso al grado di generale di squadra aerea in data 1 gennaio 1976, il 22 luglio dello stesso anno fu nominato comandante della 3ª Regione Aerea, subentrando nell'incarico al generale Alessandro Mettimano. Il 27 dicembre 1976 fu insignito della Croce di grande ufficiale dell'Ordine al merito della Repubblica Italiana Il 24 aprile 1979 lasciò il Comando della 3ª Regione Aerea, assumendo l'incarico di ispettore logistico dell'Aeronautica Militare.
Nominato presidente della sezione aeronautica del Consiglio superiore delle Forze Armate, venne collocato in "ausiliaria" con decorrenza della data del 10 novembre 1981.
Con decreto del Presidente della Repubblica datato 23 settembre 1974 fu nominato consigliere a vita della Fondazione Carnegie. Si spense a Padova il 10 agosto 2014.

### Annotazioni
1. ↑  In diretta collaborazione con il caporeparto, il colonnello pilota Alessandro Mettimano, con cui aveva stretto amicizia durante la guerra.
2. ↑  Diretto collaboratore del generale di squadra aerea Alessandro Mettimano, che ne aveva assunto il comando dal 18 marzo 1975.
3. ↑  Per aver raggiunto i limiti di età, in ottemperanza alle disposizioni al momento in vigore.

### Fonti
1. 1 2 3 4 5 6 7 8 9 10 11  Cersosimo 2011, p. 20.
2. 1 2  Lazzati 1975, p. 92.
3. 1 2 3  Molteni 2012, pp. 554-558.
4. ↑  Bollettino Ufficiale A.M. 1981, disp. 23, pag.911.
5. ↑  Bollettino Ufficiale A.M. 1975, disp. 04, pag.142.
6. 1 2 3 4 5 6  Cersosimo 2011, p. 21.
7. ↑  B.U.A.M. 1977, disp. 12A , pag. 821.
8. ↑  Bollettino Ufficiale A.M. 1981, disp. 23, pag. 911.